# Hans Orsolics
Johann „Hans“ Orsolics (gelegentlich auch als „Hansi“, „Hanse“, „Hansee“ und „Johannes“ bezeichnet; * 14. Mai 1947 in Neuberg im Burgenland) ist ein ehemaliger österreichischer Profiboxer, dessen Karriere nach frühen Erfolgen (jüngster Europameister, zwei EM-Titel, Weltranglisten-Erster) einen unglücklichen Verlauf nahm. Sein weiteres Leben war zunächst durch einen steilen sozialen Abstieg gekennzeichnet, ehe ihm doch noch der Wiedereinstieg in eine gesicherte Existenz gelang. Er avancierte durch einen überraschenden Erfolg als Sänger zeitweise zu einer Art österreichischer Kultfigur.

## Leben

### Herkunft und Ausbildung
Johann „Hans“ stammt aus armen Verhältnissen („Wir waren ganz arme Leute“); seine Eltern waren Johann und Aloisia Orsolics. Nach seinen Anfängen in Neuberg (Nr. 104) im Burgenland, ersten Lebensjahren in Kaisermühlen in Wien, wuchs er gemeinsam mit seinen drei Geschwistern in einer kleinen Ein-Zimmer-Hausmeisterwohnung in Ottakring in Wien auf. Er wird als „ein Raufer und Rabauke von Kindesbeinen an“ beschrieben, „dessen Muttersprache nicht Deutsch, sondern Wienerisch ist“ (Falter, 19/2007). Hans war kränklich und begann mit dem Boxtraining. Im Alter von zwölf Jahren trank er sich erstmals „ins Koma“ und wurde zum (seit etwa 1988 „trockenen“) Quartalstrinker. Nach der Hauptschule, in der er scheiterte, machte er dennoch eine Lehre zum Rauchfangkehrer, die er als Geselle abschloss.

### Boxkarriere
Orsolics begann mit zwölf Jahren zu boxen und wurde mit 16 österreichischer Jugendmeister. Vom Boxtrainer Karl Marchart wurde er für den Sport entdeckt und startete seine Profikarriere am 30. Juli 1965 mit einem K.-o.-Sieg in der ersten Runde über Mario Batzu. Auch seine nächsten sieben Kämpfe gewann er vorzeitig durch K. o., darunter gegen den ehemaligen Belgischen Meister Pierre Tirlo und den ehemaligen Deutschen Meister Karl Furcht. Seine erste Niederlage erlitt er am 7. Juni 1966 durch technischen K. o. in der vierten Runde gegen den Finnen Jarmo Bergloef, der in seinem letzten Kampf ein Unentschieden gegen Ex-Weltmeister Joe Brown erreicht hatte. Orsolics gewann jedoch den Rückkampf sechs Monate später durch Punktesieg. Vor seinem ersten EM-Kampf schlug er noch zwei weitere Gegner, darunter den ehemaligen mehrfachen Deutschen Meister Klaus Jacoby.
Am 6. Juni 1967 boxte er um den Europameistertitel der Europäischen Box Union (EBU) im Halbweltergewicht und gewann den Titel vor rund 9.000 Zuschauern in der Wiener Stadthalle durch Punktesieg gegen den Deutschen Conny Rudhof. Mit erst knapp 20 Jahren war er damit der bis dahin jüngste europäische Titelträger und holte damit erstmals nach 17 Jahren nach Joschi Weidinger wieder einen Titel nach Österreich. Rudhof hatte bis zu diesem Zeitpunkt nur sechs Niederlagen in 68 Profikämpfen hinnehmen müssen, war ehemaliger Europameister im Leichtgewicht sowie amtierender Europameister im Halbweltergewicht, der gegen Orsolics die erste Titelverteidigung bestritt.
Am 12. September 1967 verteidigte er seinen Titel durch K. o. in Runde 11 gegen den mehrfachen Spanischen Meister und Ex-Europameister Juan Albornoz. Der Spanier erlitt zudem einen Nasen- und einen Jochbeinbruch. Der von Orsolics freiwillig gewählte Rückkampf am 5. Dezember endete unentschieden, womit Orsolics seinen Titel behalten konnte. Er kam Ende Dezember 1967 bei der Wahl zum "österreichischen Sportler des Jahres" auf Rang 3 (hinter Emmerich Danzer und Reinhold Bachler).

Am 7. Mai 1968 verlor er seinen EM-Gürtel in der dritten Titelverteidigung an den späteren WBC-Weltmeister Bruno Arcari aus Italien. Orsolics war in Runde 12 vom schottischen Ringrichter aufgrund einer Cutverletzung über dem Auge umstritten aus dem Kampf genommen worden.
Durch sieben Siege in Folge, darunter fünf durch K. o., erhielt er eine erneute Chance auf den Europameistertitel der EBU, diesmal in der nächsthöheren Gewichtsklasse, dem Weltergewicht. Diesen Titel gewann er am 25. September 1969 durch K. o. in der vierten Runde gegen den Franzosen Jean Josselin und war damit erneut Europameister. Sein Sieg gegen Josselin, der in seinen bisherigen 65 Profikämpfen noch nie vorzeitig verloren hatte und 1966 WM-Herausforderer gewesen war, gilt als der beste Kampf seiner Karriere und war laut Orsolics der einzige, bei dem er seinen oftmals vermissten Killerinstinkt zur Geltung brachte.
Nach einer vorzeitigen Titelverteidigung am 26. Jänner 1970 gegen den Deutschen Meister Klaus Klein, schlug er in einer weiteren Titelverteidigung am 9. April 1970 auch den späteren WBA- und WBC-Weltmeister Carmelo Bossi nach Punkten und wurde dadurch Weltranglisten-Erster im Weltergewicht.
Obwohl ein Kampf gegen den Weltmeister José Nápoles bereits weitgehend ausverhandelt und für den 20. November 1970 in Wien geplant war, entschloss sich Orsolics’ Management aus fragwürdigen Motiven, vorher noch einen Testkampf gegen den weithin gefürchteten und von vielen Spitzenboxern gemiedenen US-amerikanischen Ex-Weltmeister Eddie Perkins durchzuführen.
Dieser letztlich völlig überflüssige Kampf endete am 3. September 1970 mit einer schweren K.-o.-Niederlage Orsolics’ in der vierten Runde, die alle WM-Pläne zunichtemachte und zum Wendepunkt seiner Karriere werden sollte. Denn nur zweieinhalb Monate später – und von der Niederlage gegen Perkins noch nicht erholt – verlor er am 20. November 1970 trotz guter Leistung auch seinen EM-Titel gegen den Engländer Ralph Charles durch eine K.-o.-Niederlage in der zwölften Runde. Allerdings protestierten Orsolics’ Betreuer gegen den Kampfausgang, da der entscheidende Schlag angeblich nach einem „Break“-Kommando des Ringrichters erfolgt war, woraufhin beide Boxer eigentlich einen Schritt zurückgehen hätten müssen. Die Europäische Boxunion wies jedoch den Protest ab, da der Ringrichter ein derartiges Kommando bestritt. Zum Zeitpunkt des Abbruchs hatte Orsolics nach Punkten deutlich in Führung gelegen.
Drei Versuche, den Titel – diesmal im Halbmittelgewicht – zurückzugewinnen, scheiterten in den folgenden Jahren. Am 15. März 1973 verlor er gegen den Italiener Juan Carlos Durán umstritten nach Punkten, was nach Meinung vieler – nicht nur österreichischer – Beobachter ein klares Fehlurteil darstellte. Am 1. Februar 1974 endete der Kampf gegen den Franzosen Jacques Kechichian mit einer Abbruchniederlage in der neunten Runde, wobei Orsolics in einer früheren Phase des Kampfes Kechichian an den Rand eines K. o. gebracht, es dabei aber verabsäumt hatte, entscheidend nachzusetzen. Eine weitere Niederlage gegen José Manuel Durán am 5. November 1974 bedeutete schließlich auch das Ende von Orsolics’ Boxkarriere.
Als Orsolics’ Stärken galten sein beachtliches boxerisches Talent, seine guten Reflexe und sein enormes Kämpferherz. Als Schwachpunkt wurde vor allem die mangelnde Fähigkeit angesehen, bei einem bereits angeschlagenen Gegner den entscheidenden K.-o.-Schlag anzubringen („Killerinstinkt“), was manchmal sogar zu dem Vorwurf führte, Orsolics sei „zu weich“ für den Boxsport. Oftmals hatte er Schwierigkeiten, das Kampfgewicht zu bringen. Außerdem litt er, wie erst später bekannt wurde, unter einem zunehmend stärker werdenden Alkoholproblem.
Unbestritten war seine enorme Popularität, die mehrmals für eine restlos ausverkaufte Wiener Stadthalle sorgte und den TV-Übertragungen seiner Kämpfe sensationelle Einschaltquoten bescherte – allerdings bei fehlender Konkurrenz. Umgekehrt trug die endgültige Etablierung des Fernsehens als Massenmedium in Österreich auch ihren Teil zur Popularität Orsolics’ bei, hatte es doch vorher kaum TV-Übertragungen von Boxkämpfen – noch dazu mit österreichischer Beteiligung – gegeben. Da aber das österreichische Fernsehen für die Übertragungsrechte nur geringe – aus heutiger Sicht grotesk niedrige – Preise zu zahlen bereit war, kam es immer wieder zu Konflikten mit den Veranstaltern, die um die für sie ertragreicheren Einnahmen aus den Kartenverkäufen fürchteten.

### Sozialer Abstieg
Orsolics, nach dem Ende seiner Boxkarriere erst 28 Jahre alt, wurde von „Freunden“ um seine erboxten Millionen gebracht. So versuchte er zunächst einen Einstieg in die Gastronomie und eröffnete in der Goldschlagstraße im 15. Bezirk (Rudolfsheim-Fünfhaus) sein Gasthaus „Zum Rauchfangkehrer“, in Anlehnung an seinen erlernten Beruf so benannt. Mangelnde Erfahrung auf diesem Gebiet und eine zunehmende Alkoholabhängigkeit ließen ihn jedoch mit dem Lokal in die Insolvenz schlittern. Die daraus resultierenden Schulden mit Steuernachforderungen des Finanzamtes sowie die Kosten der Scheidung von seiner ersten Frau wuchsen bald zu einer Schuldenlast an, die von Orsolics allein nicht mehr bewältigt werden konnte. Hinzu kam, dass er immer öfter in Raufereien verwickelt war (häufig nach Provokationen und/oder unter Alkoholeinfluss). Insgesamt wurde er 14-mal verurteilt und verbrachte 846 Tage im Gefängnis. Orsolics, der auch massive psychische Probleme hatte, war schließlich gezwungen, von Sozialhilfe zu leben und wurde nur durch eine Wohnmöglichkeit im Hause seines Vaters im Burgenland vor der Obdachlosigkeit bewahrt. Seine früheren „Freunde“ hatten jeden Kontakt zu ihm abgebrochen.
Inwieweit Fehlentscheidungen von Orsolics’ Management seiner Karriere geschadet haben, ist Spekulation. Sicher ist aber, dass ihn sein Festhalten an einigen als dubios eingeschätzten Personen in seinem Umfeld, die er jedoch als persönliche Freunde betrachtete, um eine Reihe finanzieller Möglichkeiten – wie z. B. einen gut dotierten Vertrag mit der Wiener Stadthalle – brachte. Unerfahrenheit gepaart mit grober Fahrlässigkeit in finanziellen Angelegenheiten sorgten zudem dafür, dass ihm nach dem Ende seiner Boxlaufbahn trotz Kampfbörsen von insgesamt rund 4 Millionen Schilling (300.000 Euro) ein Schuldenstand von rund 600.000 Schilling (43.000 Euro) verblieb.

### Eine Art von Comeback
Die Wende brachte 1986 eine vom ORF-Sportmoderator und Boxexperten Sigi Bergmann gestaltete Dokumentation, in der Orsolics’ große Erfolge seiner damaligen tristen Situation gegenübergestellt wurden und die eine Vielzahl von Reaktionen sowie eine Welle der Hilfsbereitschaft auslöste. Am erfolgreichsten erwies sich dabei das Angebot des Wiener Liedermachers Charly Kriechbaum, der Orsolics einen unter dem Eindruck der TV-Dokumentation verfassten Song zur Verfügung stellte, der die Situation des Exboxers genau beschrieb und in dem Refrain „I hob valuan, wie nur ana valiern kann, der a Herz statt an Hirn hat“ („Ich habe verloren, wie nur einer verlieren kann, der ein Herz statt eines Hirns hat“) auf den Punkt brachte. Die daraus resultierende Single Mei potschertes Leben („Mein ungeschicktes Leben“) wurde trotz oder gerade wegen Orsolics’ mangelnder gesanglicher Fähigkeiten ob ihrer Authentizität zu einer Art Kultplatte, erreichte den Spitzenplatz der österreichischen Hitparade und war insgesamt derart lukrativ, dass es Orsolics gelang – zusammen mit den Erträgen aus Liveauftritten in Diskotheken etc. sowie einer nachfolgenden LP Come Back  – einen Großteil seiner Schulden abzuzahlen.
Sein „echter Freund“ Sigi Bergmann, mit dem er seit etwa seinem 20. Lebensjahr befreundet ist, vermittelte ihm Ende der 1980er Jahre einen Job als Lagerarbeiter in der ORF-Hausdruckerei, wo er trotz Vollinvalidität bis zu seiner Krebskrankheit 2009 arbeitete. Er ging „nach Kalksburg“ (umgangssprachlich für das Anton-Proksch-Institut), machte erfolgreich einen Alkoholentzug und bekämpfte unter ärztlicher Behandlung seine psychischen Probleme (Stimmenhören, Paranoia- und Eifersuchtsattacken). Geholfen hat ihm dabei eine neue Ehe, wodurch für Orsolics sein persönliches „Comeback“ perfekt wurde.
2009 wurde bei ihm Lungenkrebs diagnostiziert und ein Tumor am rechten Lungenflügel entfernt.

### Familie
Hans Orsolics hat eine Tochter und lebt mit seiner zweiten Ehefrau Roswitha in einer kleinen Gemeindebauwohnung im 12. Wiener Gemeindebezirk Meidling auf „37 Quadratmeter, ein Boxring misst 36“ (Der Standard, Juni 2008): „Ihr verdanke ich viel, wir haben alle Schulden zurückgezahlt.“ Neben seiner Frau kümmert sich seine Schwester Erika – eine von drei Geschwistern – um ihn.
Sein Neffe Mario Orsolics ist ebenfalls Boxer und Boxtrainer und ist über die ATV-Doku-Soap „Das Geschäft mit der Liebe – Frauen aus dem Osten“ in Österreich bekannt geworden.

### Zitate
- „Ein Wahnsinn. Orsolics gebraucht dieses Wort häufig als Schlusspunkt hinter seinen Gedanken, Erwägungen“ (Falter, 19/2007).
- Im Wiener Dialekt gebraucht Orsolics häufig die Phrase: „A Wauhnsinn, normal.“ Wörtlich in Schriftsprache übertragen: „Ein Wahnsinn, normal.“. Sinngemäß bedeutet dies etwa: „Eigentlich ein Wahnsinn.“
- Legendär sind Orsolics’ Kommentare in Radio und Fernsehen. Zwei seiner bekanntesten Aussagen:

„Ich war immer entweder ganz oben oder ganz unten. Die Mitte hat mich nie interessiert.“
„Ich konnte mich auf meinen Gegner nicht einstellen, er war sehr schwer zu boxen.“
- Zum Alkohol:

„Viele Boxer sind nach ihrer Karriere Alkoholiker geworden. Ich habe schon früher angefangen.“
„Derschlogn hättns mi können, daschießn, ohstechn, olles. Im Boxring, auf der Straßn, am Bahnhof, im Wirtshaus. Normal wär i scho längst tot. Meiner Frau kann i olles verdankn, durch sie bin i nach Kalksburg gangen, hab aufghört mit dem Saufen. Des woa a Glück.“

## Rezeption
Mit seinem Theaterstück Der Boxer oder Die zweite Luft des Hans Orsolics hat sich der Schriftsteller Franzobel mit dem Aufstieg und Fall des Hans Orsolics künstlerisch auseinandergesetzt und hat sich auf die Zeit zwischen 1965 und 1986 konzentriert. Am 19. Februar 2011 wurde das Stück im Wiener Kasino am Schwarzenbergplatz des Burgtheaters mit Johannes Krisch in der Hauptrolle auf die Bühne gebracht.
„Wenn er [Hans Orsolics] von einem Besuch im Burgtheater erzählt, klingt das so: ‚A leiwande Hütt’n. Ist do schon boxt wordn? A Wauhnsinn.‘“
Das 2016 erschienene Lied Hansi Da Boxer von Voodoo Jürgens und dem Nino aus Wien handelt von Hans Orsolics.

## Boxerfolge
Amateur
- 1964: Österreichischer Juniorenmeister

Profi
- 6. Juni 1967 bis 7. Mai 1968: Europameister im Halbweltergewicht
- 25. September 1969 bis 20. November 1970: Europameister im Weltergewicht

- Platz 15 der ewigen Europarangliste (BoxRec, Mai 2017)
- Platz 152 der ewigen Weltrangliste (BoxRec, Mai 2017)

## Diskografie
- Single, 1986: Mei potschertes Leben (Text/Musik: Charly Kriechbaum; KIWI Records; Platz 1 der Austrian Charts, Februar bis April 1986)
- Single, 1986: Bleib no da / Bitte geh (Text/Musik: Zenker/Wolf / Zenker/Hermann; Ron Records)
- LP, 1986: Come Back (Ron Records)
  - Bleib no da (Text/Musik: Wolf, Zenker)
  - Mei potschertes Lebn (Text/Musik: Kriechbaum)
  - Rock’n’Roller (Text/Musik: Herrmann, Zenker)
  - Märchen (Text/Musik: Müller, Ruzicka, Zenker)
  - Tennessee Walzer (Text/Musik: Stewart, King, Zenker)
  - Wieder steh i vor dein´ Haus (Text/Musik: Fischer, Zenker)
  - Bitte geh (Text/Musik: Herrmann, Zenker)
  - Heut is heut (Text/Musik: Kriechbaum)
  - I geh nie ins Bett (Text/Musik: Zenker, Bannon)
  - Irgendwann (Text/Musik: Wingert, Zenker)
- Audio-CD, 2009: Kottan ermittelt: Akte 3 (Folgen 20 bis 25 als Hörspiele), gemeinsam mit Kottans Kapelle[14]

## Filmografie
- 1989: Tatort – Geld für den Griechen (Folge 218a*). Soundtrack: „Mei potschertes Leb’n“.
- 1993/1994/1996: Tohuwabohu in 5 Folgen als er selbst.
- 1997/1998: Tohuwabohu in 2 Folgen. Soundtrack: „Mei potschertes Leb’n“.
- 2004: Trautmann – Schwergewicht (Folge 7). Als er selbst.